# Juvigny (Aisne)
Juvigny ist eine französische Gemeinde mit 286 Einwohnern (Stand: 1. Januar 2022) im Département Aisne in der Region Hauts-de-France. Sie gehört zum Arrondissement Soissons und zum Kanton Soissons-1. 

## Geographie
Die Gemeinde Juvigny liegt auf dem Plateau zwischen den Flüssen Ailette und Aisne, etwa sieben Kilometer nördlich von Soissons.

### Nachbargemeinden
Umgeben ist Juvigny von den Nachbargemeinden Crécy-au-Mont im Norden, Leuilly-sous-Coucy im Nordosten, Terny-Sorny im Osten, Leury im Südosten, Chavigny im Süden, Vauxrezis im Südwesten, Bieuxy im Westen sowie Bagneux im Westen und Nordwesten. Die westliche Gemeindegrenze verläuft entlang der alten Heerstraße des Systems Chaussée Brunehaut.

## Bevölkerungsentwicklung
| Jahr                       | 1962 | 1968 | 1975 | 1982 | 1990 | 1999 | 2006 | 2014 | 2022 |
| -------------------------- | ---- | ---- | ---- | ---- | ---- | ---- | ---- | ---- | ---- |
| Einwohner                  | 340  | 350  | 299  | 298  | 283  | 275  | 291  | 286  | 286  |
| Quellen: Cassini und INSEE |      |      |      |      |      |      |      |      |      |

## Sehenswürdigkeiten

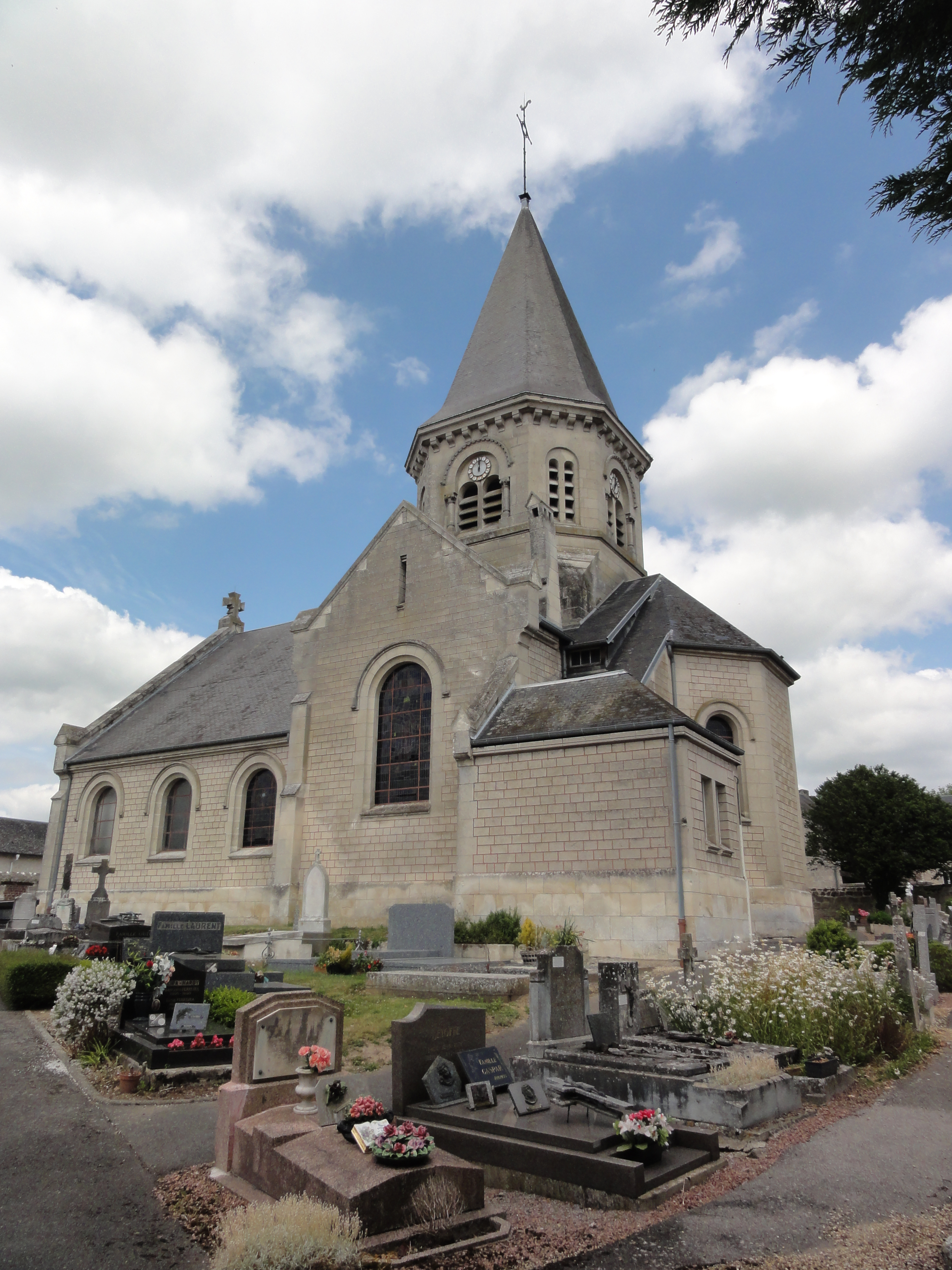
Kirche Saint-Juvin
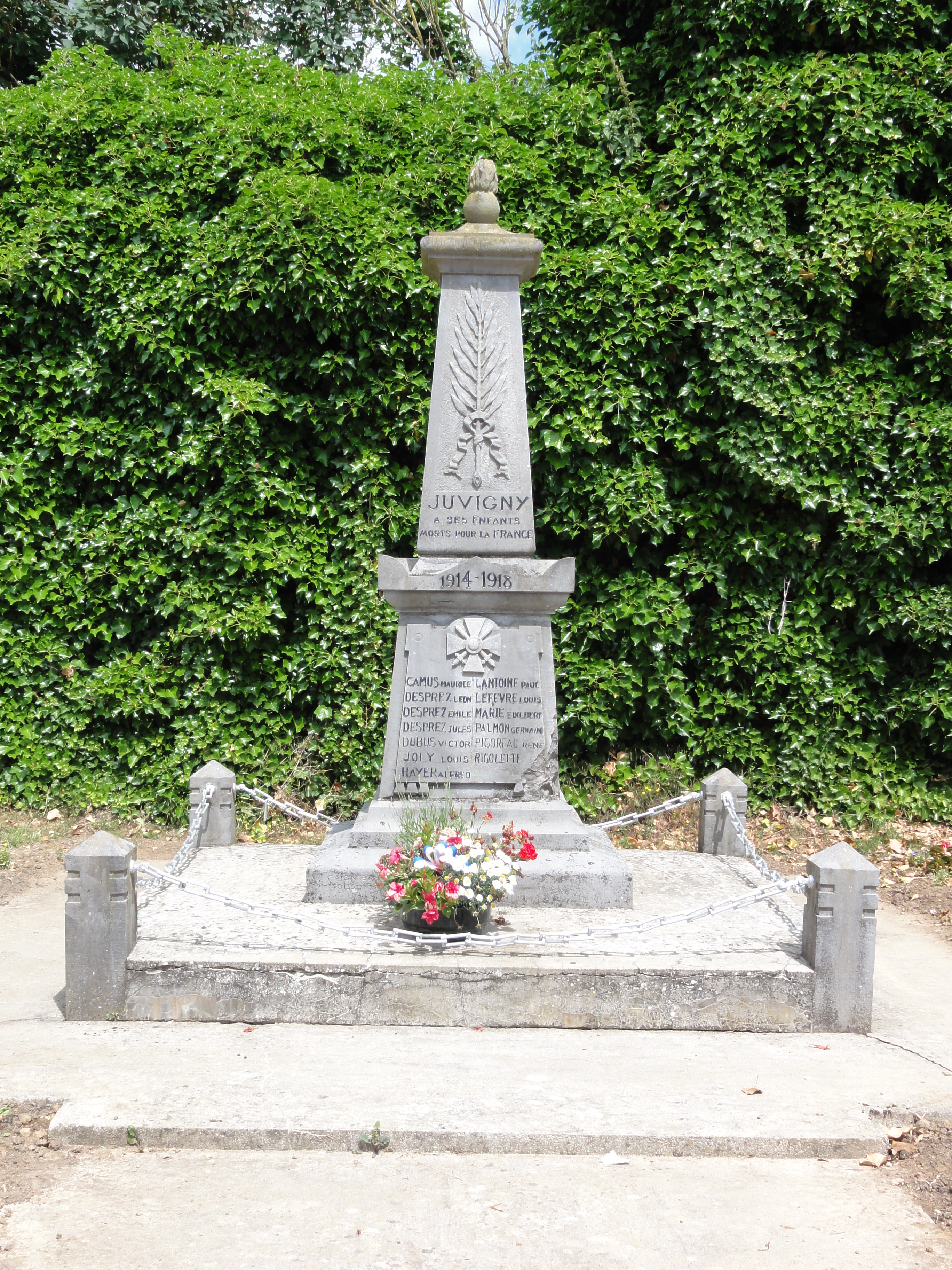
Gefallenendenkmal

- Schloss Juvigny
- Wasserturm im Ortsteil Montécouvé

- Kirche Saint-Juvin
- Gefallenendenkmal

## Persönlichkeiten
- Charles Binet (1869–1936), Erzbischof von Besançon, davor Bischof von Soissons